# 浮世双娇传
《浮世双娇传》，前名《十国千娇》，2020年中国大陆五代十国古装电视剧，改编自西风紧所著的網絡小说 《十国千娇》。由李治廷、孟子义、李艺彤、汪卓成领衔主演，于2019年10月開機。於2020年9月28日腾讯视频、WeTV首播。

## 播出时间
| 频道             | 所在地   | 播出日期      | 播出時間                 | 备注                                                                           |
| ---------------- | -------- | ------------- | ------------------------ | ------------------------------------------------------------------------------ |
| 腾讯视频         | 中国     | 2020年9月28日 | 逢星期一至三20:00更新2集 |                                                                                |
| WeTV             | 臺灣     | 2020年9月28日 | 逢星期一至三20:00更新2集 |                                                                                |
| myTV SUPER       | 香港     | 2020年9月28日 | 逢星期一至三20:00更新2集 |                                                                                |
| TVB Anywhere USA | 美国     | 2020年9月28日 | 逢星期一至三20:00更新2集 | 收費平台                                                                       |
| encoreTVB        | 美国     | 2020年9月28日 | 逢星期一至三20:00更新2集 | 免費點播，含廣告，原音播出，繁體中文字幕                                       |
| Astro AOD        | 马来西亚 | 2022年9月5日  | 星期一至五20:30－21:30   | TVB粵語配音版 On Demand 筛选点播 10月17日起改为17：30－18:30（第31集至第40集） |
| 翡翠台           | 马来西亚 | 2022年9月5日  | 星期一至五20:30－21:30   | TVB粵語配音版 On Demand 筛选点播 10月17日起改为17：30－18:30（第31集至第40集） |

## 演员列表

### 主要演员
| 演員   | 角色   | 介紹 | 粵語配音 |
| 李治廷 | 薛榮   | 靈陽晉王／京城府尹→皇帝 位居：福寧宮。 冷性冷情，因自幼被薛巍收養，極度沒有安全感，以保全自我為中心，以利益最大化為驅動，立志成為一個明君。                | 黃啟昌   |
| 孟子義 | 符玉盞 | 衛王符言信之長女→皇后（於符金盞之後繼任） 體弱但尚文，沉穩大度、聰慧內斂有謀略，以家族利益為中心，對家族有一種奉獻精神。但因性格過於強勢，偶爾會盲目自信。 | 何璐怡   |
| 李藝彤 | 符金盞 | 符氏次女→皇后→退位→前皇后→庶人→離京 生性尚武，自幼生於世家，從小受父親和姐姐的保護，飛揚灑脫、敢愛敢恨、衝動莽撞。                                         | 羅孔柔   |
| 汪卓成 | 江紹   | 遊俠→七品翊麾校衛→秦王→假死離京 位居：大慶殿。 陽光純善，聰明伶俐，為人少年意氣，喜歡捉弄金盞，重視家庭，夢想能和心愛之人組建家庭，安穩度日。              | 李凱傑   |

### 其他演员
| 演員            | 角色                       | 介紹 | 粵語配音 |
| 任宥綸          | 李懷瑾                     | 福慶長公主之子→自裁 為人溫和善良，謙和有禮，和金盞青梅竹馬，對金盞情根深種，後期因母親之死造成的誤會，變成一個為愛不擇手段之人。 | 黃積權   |
| 鍾祺            | 壽安公主                   | 自幼受到先皇和薛榮的寬愛，雖出身皇家，但仍舊養成了善良單純，知書達理的性格。愛上張永曜之後，因種種誤會而黑化，處處針對玉盞。     | 黃昕瑜   |
| 林思意（SNH48） | 柴蓁蓁 （江蓁蓁） ／符蓁蓁 | 為人敢愛敢恨，美愛華服珠寶，攀比炫耀重視和薛榮之間的兄妹感情。喜歡江紹。後經親兄推介轉入符府拜符言信為義父。                     | 陳皓宜   |
| 傅雋            | 薛巍                       | 勤政愛民，殺伐果斷，當上皇帝之後疑心變重，是一個極度理智之人。                                                                   | 陳永信   |
| 斓曦            | 福慶長公主                 | 是一個表面溫和，實際心胸狹窄，控制欲極強之人。自以為要給兒子最好的生活，所以不擇手段逼迫李懷瑾當皇帝。                           | 梁少霞   |
| 馬文忠          | 符言信                     | 衛王，天雄军节度使，為人謹慎，長抽善舞，是一個八面珍瓏的老狐狸，因妻子死於戰爭之中，而厭惡戰爭。                                 | 招世亮   |
| 陳揚            | 張永耀                     | 狀元郎→外放→召回→刑部侍郎 為人才華橫溢，正直無私，為人做事有原則，雖不擅長表述自己的感情，但內心其實是一個溫柔之人。喜歡符玉盞。 | 李安邦   |
| 赵佳蕊（SNH48） | 蘭佩                       | 符玉盞貼身丫鬟，天真可愛、活潑開朗，從小跟在玉盞身邊，為了保護羸弱的玉盞還學習過武功，是玉盞深深信任著的人。                     | 成瑤孆   |
| 胡晓慧（SNH48） | 青戈                       | 符金盞貼身丫鬟，為人謹慎仔細，成熟穩重，頗受金盞信任依靠。                                                                       | 葉曉欣   |
| 張茜（SNH48）   | 燕草                       | | 凌晞     |
| 王子甲          | 月瑩                       | 自幼被長公主培養，為人武功高強，對長公主忠心耿耿言聽計從，沒有自己的主見，愛慕懷瑾，最後為李懷瑾殉情而死。                       | 魏惠娥   |
| 華雯            | 趙婉儿                     | 容貌妖艷，天生媚骨，卻心狠手黑，為了復仇願做任何事情，沒有道德和羞恥感。其實是符彦通的女兒，彭泽赵翊的妻子。                     | 張頌欣   |
| 梅年佳          | 劉承復                     | 彭澤之王，野心勃勃，卻過分自大，心計不足，是一個愛好美色的人。                                                                   |          |
| 王星壹          | 賈大力                     | 自幼生活貧病，養成了摳門的習慣。自己沒有文化，卻美慕文人常常附庸風雅。                                                           |          |
| 何奕辰          | 曹翰                       | |          |
| 郭晉東          | 曹英                       | | 蘇強文   |

## 电视剧歌曲
| 曲序 | 曲目                 |          | 作曲               | 编曲               | 演唱           |
| ---- | -------------------- | -------- | ------------------ | ------------------ | -------------- |
| 1.   | 《入海云》（片头曲） | 郭德紫毅 | 中村崇人 (mu chan) | 中村崇人 (mu chan) | 李艺彤         |
| 2.   | 《许无忧》（片尾曲） | 沈慕     | 胡臻               | 胡臻               | 李治廷         |
| 3.   | 《一人心》（插曲）   | 甘世佳   | JBS-楊語蕎         | 金若晨             | 李艺彤、汪卓成 |
| 4.   | 《向來痴》（插曲）   | 沈慕     | 胡臻               | 胡臻               | 鍾祺           |
| 5.   | 《终不换》（推廣曲） | 甘世佳   | 胡臻               | 胡臻               | 于文文         |